# Nemoria magnidiscata
Nemoria magnidiscata är en fjärilsart som beskrevs av Louis Beethoven Prout 1912. Nemoria magnidiscata ingår i släktet Nemoria och familjen mätare. Inga underarter finns listade i Catalogue of Life.